# Пневматика

Работа пневмопривода.

Пневма́тика (от греч. πνεῦμα — дыхание, дуновение, дух) — раздел физики, изучающий равновесие и движение газов, а также посвящённый машинам, механизмам и устройствам использующим разность давления газа (воздуха) для своей работы. 
Технически пневматика близка к гидравлике. Пневматические машины и механизмы широко используются в промышленности и быту. Подобно сети электроснабжения, на предприятиях устанавливают централизованную систему распределения сжатого воздуха или другого газа. Обычно пневматические устройства используют поршни и клапаны для управления потоками газа (воздуха), но есть целая ветвь устройств, использующих особенности течения струй газа (пневмоника) и жидкости в каналах определенной формы.

## История
Одним из первых устройств, использующих сжатый воздух, являются кузнечные мехи с ручным приводом, которые появились более чем за 3000 лет до нашей эры.
В I веке до нашей эры греческий математик и механик Герон Александрийский в трактате «Пневматика» описал механизмы, приводимые в движение нагретым или сжатым воздухом. Живший в Александрии примерно в одно время с Героном древнегреческий изобретатель и математик Ктезибий изобрёл поршневой насос и музыкальную машину (прообраз современного орга́на).
В 1760 году в Англии был разработан поршневой компрессор («цилиндрические мехи»), обеспечивающий давление сжатого воздуха в 0,2 МПа.

## Преимущества пневматики

### В сравнении с гидравликой
Экологическая чистота
- Результатом любой утечки из пневматической системы, использующей воздух, будет тот же атмосферный воздух.

Доступность
- Атмосферный воздух всегда доступен на Земле

Надёжность
- Пневматические системы обычно имеют долгие сроки службы и требуют меньшего обслуживания, чем гидравлика.

Хранение
- Сжатый газ можно долго хранить в баллонах, позволяя использовать пневматику без электроэнергии.

Безопасность
- Меньшая пожароопасность по сравнению с гидравликой на масле.
- Пневматические машины из-за лучшей сжимаемости воздуха лучше защищены от перегрузок, чем гидравлика.

Технологичность
- Пневматический механизм не требует дополнительного отвода. Отработанный воздух можно выпустить в атмосферу. Компрессор тоже может брать воздух непосредственно из атмосферы.
- Пневматические машины легко разработать на базе обычных цилиндров и поршней.
- Пневматические машины легко изготовить, поскольку пневматика обычно не требует деталей высокой точности.

Удельные показатели
- Пневматическая система легче, чем гидравлика, при таких же давлениях.
- Удельная мощность, передаваемая по одинаковым трубам, у пневматики выше, чем у гидросистем, а потери меньше.
- У пневмоприводов выше скорость, чем у гидравлических.

### В сравнении с электрическими системами
Безопасность
- Повреждение электропривода в результате поломки создаёт возможность для искрообразования, что неприемлемо при работе во взрывоопасной или пожароопасной среде. Пневмопривод лишён этого недостатка.

## Недостатки пневматики

### В сравнении с гидравликой
- Высокая взрывоопасность сосудов, наполненных газом под высоким давлением.[источник не указан 2273 дня]

### В сравнении с электрическими системами
- Низкая скорость передачи сигнала в газовой среде.[источник не указан 2273 дня]